# 알렉세이 그리신 (스키 선수)
알렉세이 겐나디예비치 그리신(벨라루스어: Аляксей Генадзьевіч Грышын 알략세이 헤나제비치 흐리신, 러시아어: Алексе́й Генна́дьевич Гри́шин, 1979년 6월 18일~)은 벨라루스의 은퇴한 프리스타일 스키 선수로 주 종목은 에어리얼이다. 2002년 동계 올림픽에서 남자 에어리얼 부문 동메달을 획득했으며 2010년 동계 올림픽에서 남자 에어리얼 부문 금메달을 획득했다. 또한 세계 선수권 대회에서 금메달 1개, 은메달 1개, 동메달 1개를 획득했다.

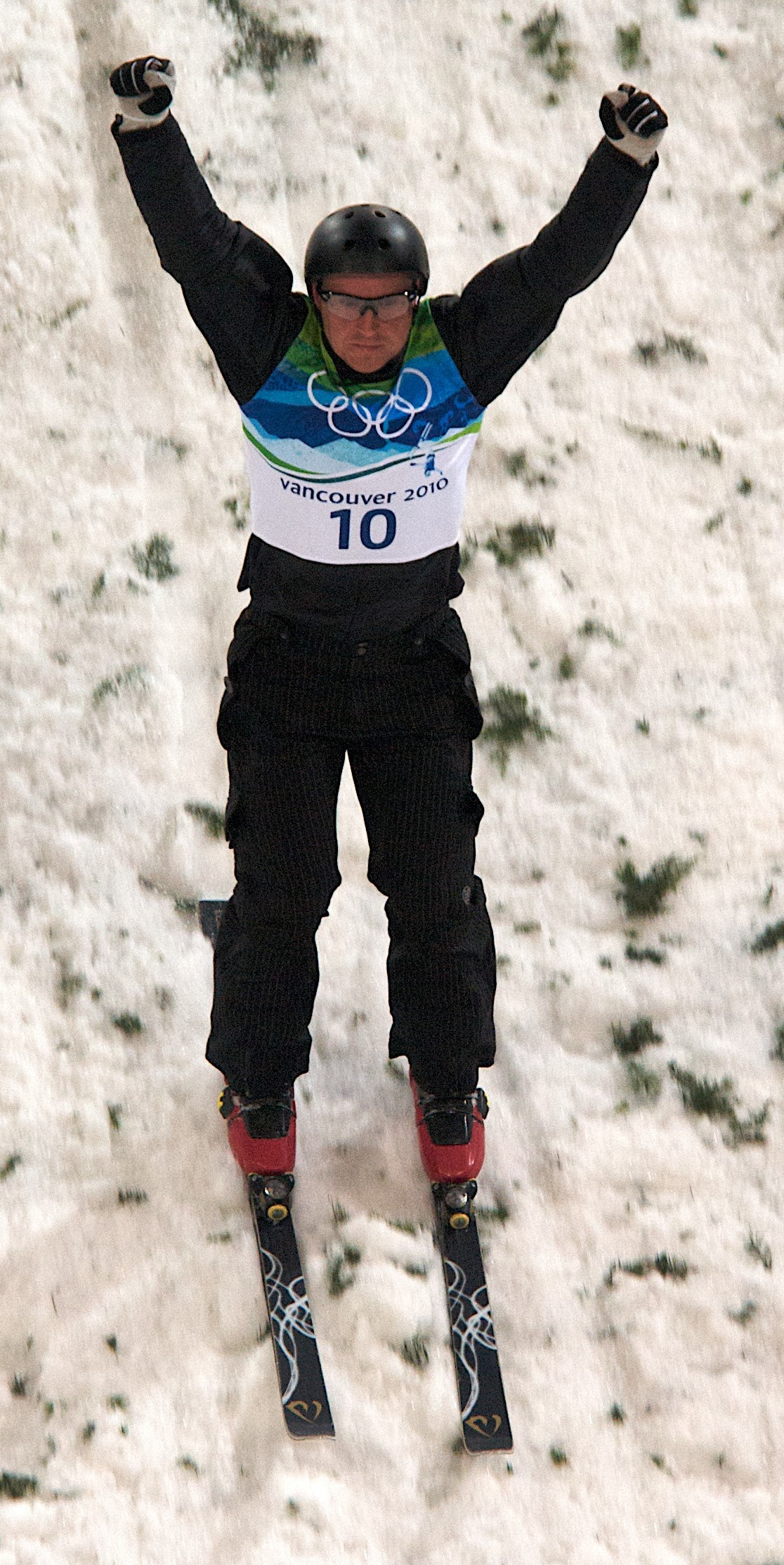
2010년 동계 올림픽 경기 당시의 그리신